# Lạc đà Nam Mỹ
Lạc đà Nam Mỹ (Danh pháp khoa học: Lamini), còn được gọi là laminoids là một tông động vật trong phân họ lạc đà (Camelinae) thuộc họ lạc đà (Camelidae), chúng gồm hai chi động vật với 04 loài còn tồn tại ở Nam Mỹ và hai chi đã tuyệt chủng. Chúng không phải là lạc đà thật sự như những loài lạc đà một bướu hay lạc đà hai bướu ở châu Á và châu Phi sống ở hoang mạc mà chúng sống ở cao nguyên, nhanh nhẹn và không có bướu.
Ban đầu chúng gồm hai loài được biết đến là đã thuần hóa (lạc đà ngựa và lạc đà cừu), trong khi sau này phát hiện thêm hai loài chỉ được tìm thấy trong tự nhiên (đã tuyệt chủng). Tất cả các loài này đều thiếu lưỡng hình giới tính, khó phân biệt con đực và con cái. Bốn loài có thể lai và sinh sản. Hệ thống tiêu hóa của lạc đà Nam Mỹ (lamoids) cho phép chúng có thể tiêu hóa chất độc nhất định. Laminoids cũng thiếu một túi mật.

## Phân loại
- Chi Lama

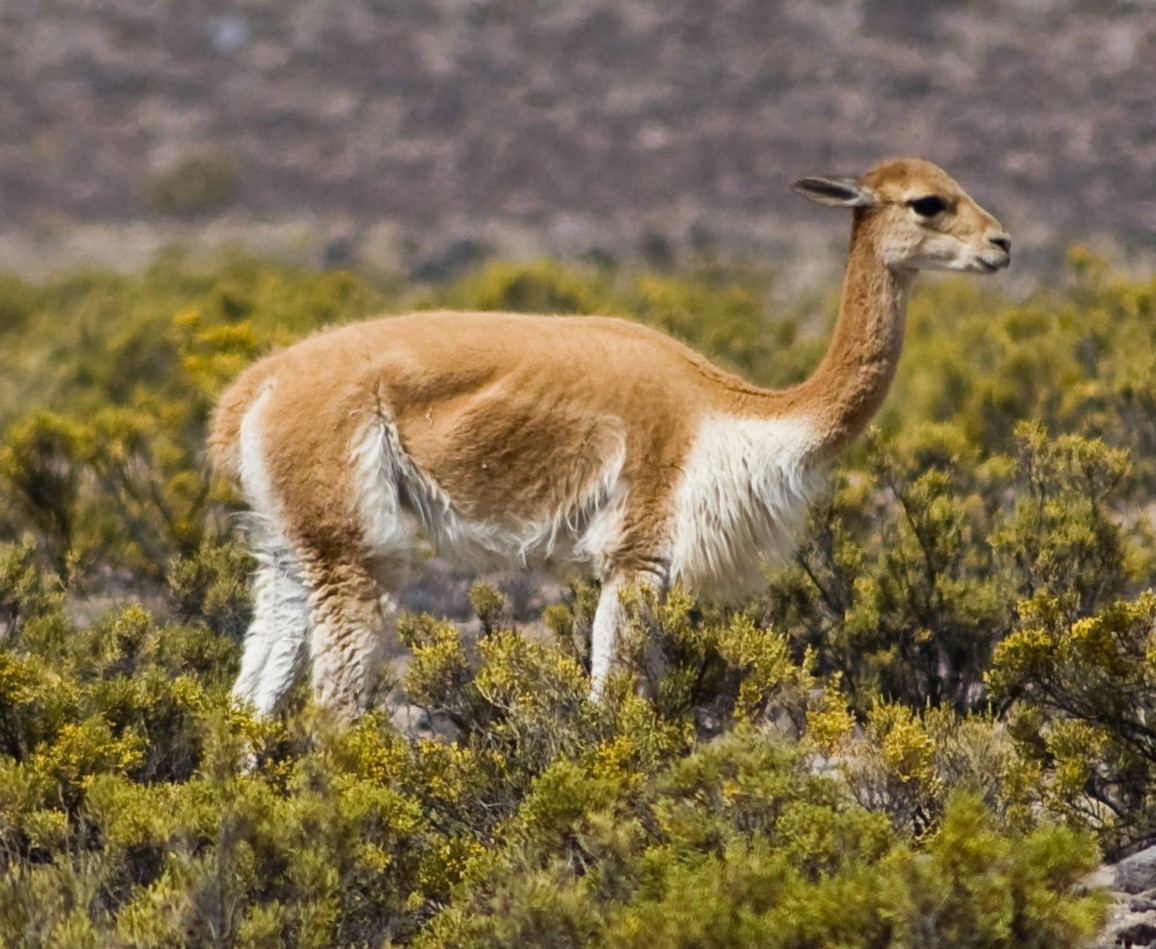
Lạc đà Vicuna hoang dã

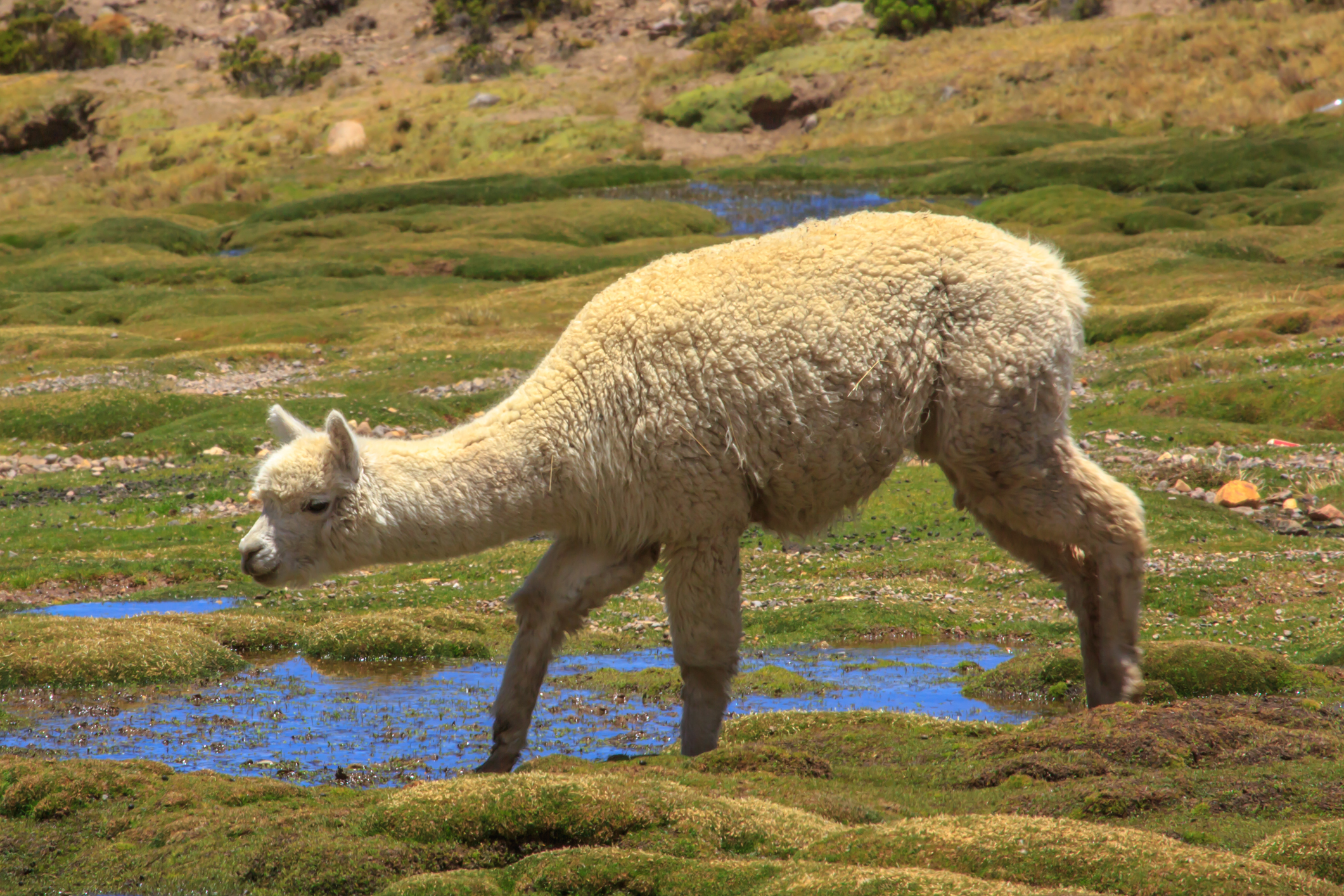
Lạc đà cừu

  - Lama glama: Lạc đà không bướu hay lạc đà ngựa, đà mã hay còn gọi là Guanaco
    - Lama glama cacsilensis (lạc đà thảo nguyên phương Bắc hay lạc đà thảo nguyên Peru)
    - Lama glama guanicoe (lạc đà thảo nguyên phương Nam hay lạc đà thảo nguyên lớn Peru), chúng được xếp thành một loài riêng
    - Lama glama glama (lạc đà không bướu nhà)

  - Lama guanicoe: Lạc đà Guanaco hay lạc đà thảo nguyên lớn
- Chi Vicugna
  - Vicugna pacos: Lạc đà Alpaca hay còn gọi là lạc đà cừu
    - Lạc đà Huacaya là một giống của lạc đà cừu được nuôi ở núi Andes
    - Lạc đà Suri là một giống của lạc đà cừu ở Peru

  - Vicugna vicugna: Lạc đà Vicuña hay còn gọi là lạc mã đây là giống lạc mã ở Nam Mỹ lông dùng để làm len
- Chi Hemiauchenia (đã tuyệt chủng)
  - Hemiauchenia macrocephala
  - Hemiauchenia minima
  - Hemiauchenia blancoensis
  - Hemiauchenia vera
  - Hemiauchenia paradoxa
- Chi Palaeolama (đã tuyệt chủng), đây là chi đơn loài
  - Palaeolama mirifica
- Loài lai ghép
  - Lạc đà Huarizo là con lai giữ lạc đà không bướu Llama đực với lạc đà Alpaca cái (lạc đà ngựa đực x lạc đà cừu cái)
  - Lạc đà Cama là con lai giữa lạc đà không bướu (Llama) cái và Lạc đà một bướu (lạc đà Ả rập) đực.

## Đặc tính
Dưới đây giới thiệu một số đặc tính của các loài lạc đà Nam Mỹ còn tồn tại:

### Alpaca
Lạc đà Alpaca trưởng thành trung bình cao khoảng 81–99 cm, nặng khoảng 48–84 kg. Alpaca nhỏ hơn llama nhiều và không giống như llama, chúng không dùng để thồ hàng mà là loài cung cấp lông. Lông alpaca, rất giống với len, được sử dụng để làm các sản phẩm đan, dệt. Các sợi lông này có nhiều màu sắc tự nhiên tùy vùng mà alpaca sinh sống như 52 màu ở Peru, 12 màu ở Úc và 16 màu ở Mĩ. Alpaca cảnh báo cả đàn về kẻ ngoại lai bằng kêu lớn, đầy sắc lạnh như tiếng lừa kêu. Đàn có thể tấn công kẻ thù nhỏ bằng chân trước như đá hay đạp. Chúng còn có tập tính phu nước miếng. Alpaca cái rất mắn đẻ, chúng đều có thể mang thai chỉ sau một lần giao cấu nhưng cũng có một số ít trường hợp chúng thể thụ thai.
Là loài nhai lại chúng hay đưa các thức ăn (thường là cỏ xanh) lên miệng để nhai và có thể nhắm bắn chất nhầy nhụa này vào đối phương. Chúng rất ít khi phun vào nhau nhưng thỉnh thoảng chúng vẫn phun nước miếng vào con người. Alpaca cần ít thức ăn hơn các loài khác ở cùng lứa tuổi. Chúng thường ăn rơm rạ hoặc cỏ nhưng chúng cũng có thể ăn một vài loại cây khác và cũng là bình thường nếu cúng cố gắng nhai mọi thứ như chai nhựa. Hầu hết, người chủ luôn điều chỉnh thay đổi nơi ăn cỏ của chúng để cỏ có thể mọi lại. Alpaca có thể ăn cỏ thiên nhiên. Alpaca cần lượng thức ăn bằng khoảng 1-2% trọng lượng cơ thể mỗi ngày, vậy là tốn khoảng 27 kg cỏ/tháng/con. 

### Llama

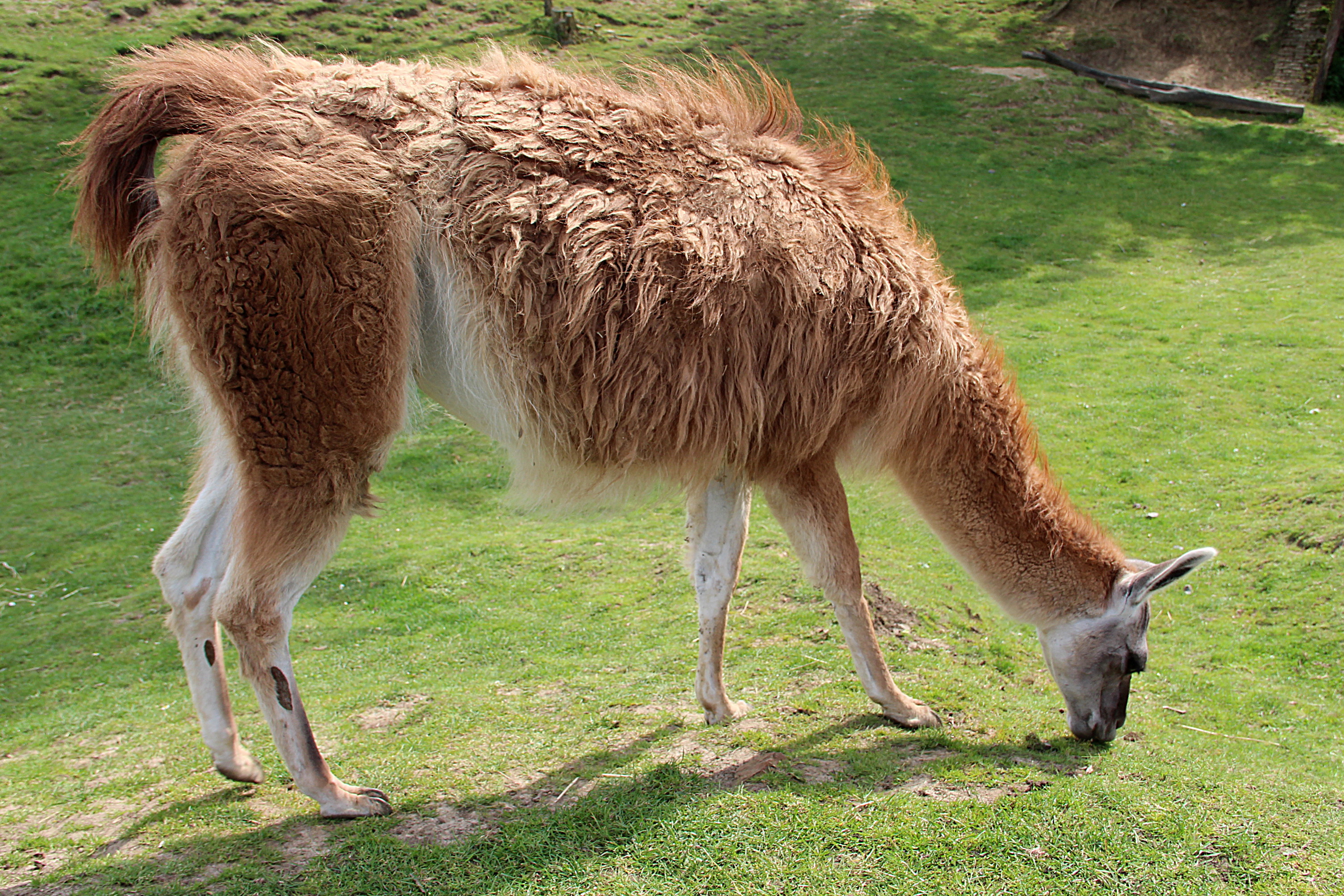
Lạc đà không bướu

Lạc đà không bướu hay còn gọi là đà mã, một con lạc đà không bướu trưởng thành đầy đủ có thể cao 1,7 đến 1,8 m (5,5 đến 6,0 ft) và nặng 130 đến 200 kilôgam (280 đến 450 lb). Lúc mới sinh, lạc đà không bướu con (còn gọi là cria) có thể nặng từ 9 đến 14 kg (20 đến 30 lb). Lạc đà không bướu có thể sống đến 20-30 năm, tùy theo điều kiện chăm sóc. Lạc đà không bướu là loài vật sống rất tập thể, chúng thường chung sống thành bày đàn. Lông lấy từ lạc đà không bướu rất mềm và không có lanolin (mỡ ở lông). Lạc đà không bướu cũng là loài động vật thông minh, chúng có thể học được một số việc sau vài lần bắt chước. Lạc đà không bướu có thể thồ được hàng nặng 25% đến 30% trọng lượng cơ thể suốt quãng đường 5-8 dặm.

### Vicuña
Lạc đà Vicuña được xét là thanh nhã, duyên dáng và nhỏ hơn lạc đà Guanaco. Bộ lông dài giống len của lạc đà Vicuña màu nâu nâu vàng trên lưng, trong khi lông trên cổ họng và ngực có màu trắng và khá dài. Đầu hơi ngắn hơn của lạc đà Guanaco và tai hơi dài hơn. Chiều dài của đầu và cơ thể khoảng 1,45-1,60 m (khoảng 5 ft); chiều cao 75-85 tới vai cm (khoảng 3 ft), trọng lượng 35–65 kg (dưới 150 lb). Lạc đà Vicuña sống duy nhất ở Nam Mỹ, chủ yếu ở trung tâm dãy Andes. 

### Guanaco
Lạc đà Guanaco có chiều cao đến vai khoảng 107 đến 122 cm (3,5 đến 4 foot) và cân nặng khoảng 90 kg (200 lb). Mặc sắc cơ thể của chúng biến đổi rất ít (khác với loài Lạc đà không bướu), từ màu nâu nhạt cho đến màu quế sẫm và ở bụng thì có màu trắng. Lạc đà Guanaco có mặt màu xám và tai thẳng nhỏ. Chúng có ngoại hình và thể vóc to hơn loài lạc đà Vicuña.